# Gauliga Kurhessen 1942/43
Die Gauliga Kurhessen 1942/43 war die zweite Spielzeit der Gauliga Kurhessen (offiziell: Bereichsklasse Kurhessen) im Fußball. Die Meisterschaft wurde in einem „Endspiel“ entschieden, denn am letzten Spieltag trafen die beiden führenden und nur um einen Punkt getrennten Mannschaften des SV 06 Kassel-Rothenditmold und des VfL 1860 Marburg in Kassel aufeinander. Vor 4000 Zuschauern setzte sich der Stadtteilverein aus der nordhessischen Metropole mit 3:2 durch und sicherte sich damit den Gaumeistertitel. In der sich anschließenden Endrunde um die deutsche Meisterschaft unterlagen die Rothenditmolder in der ersten Runde dem FC Schalke 04. Aufsteiger SpVgg Niederzwehren erwies sich als nicht konkurrenzfähig – der einzige zählbare Erfolg war ein 6:3-Heimsieg gegen BV 06 Kassel – und wäre umgehend wieder abgestiegen, wenn nicht der Zusammenschluss mehrerer Vereine zu Kriegsspielgemeinschaften (KSG) den Klassenerhalt gesichert hätte. Zur Saison 1943/44 rückte die KSG von VfL TuRa und TuSpo Kassel nach.

## Abschlusstabelle
| Pl. | Verein                           | Sp. | S  | U | N  | Tore    | Quote | Punkte |
| --- | -------------------------------- | --- | -- | - | -- | ------- | ----- | ------ |
| 1.  | SV 06 Kassel-Rothenditmold       | 16  | 13 | 0 | 3  | 053:210 | 2,52  | 26:60  |
| 2.  | VfL 1860 Marburg                 | 16  | 10 | 3 | 3  | 051:310 | 1,65  | 23:90  |
| 3.  | Reichsbahn SG Borussia Fulda (M) | 16  | 9  | 3 | 4  | 046:330 | 1,39  | 21:11  |
| 4.  | 1. BC Sport Kassel               | 16  | 8  | 3 | 5  | 046:390 | 1,18  | 19:13  |
| 5.  | CSC 03 Kassel                    | 16  | 8  | 1 | 7  | 039:300 | 1,30  | 17:15  |
| 6.  | Hermannia Kassel                 | 16  | 7  | 1 | 8  | 041:410 | 1,00  | 15:17  |
| 7.  | SV Kurhessen Kassel              | 16  | 5  | 4 | 7  | 026:310 | 0,84  | 14:18  |
| 8.  | BV Kassel 06                     | 16  | 3  | 1 | 12 | 019:460 | 0,41  | 07:25  |
| 9.  | SpVgg Niederzwehren (N)          | 16  | 1  | 0 | 15 | 023:720 | 0,32  | 02:30  |

| (M) | Titelverteidiger               |
| (N) | Aufsteiger aus der Bezirksliga |